# Habenaria rupicola
Habenaria rupicola är en orkidéart som beskrevs av João Barbosa Rodrigues. Habenaria rupicola ingår i släktet Habenaria och familjen orkidéer. Inga underarter finns listade i Catalogue of Life.